# Christopher Amott

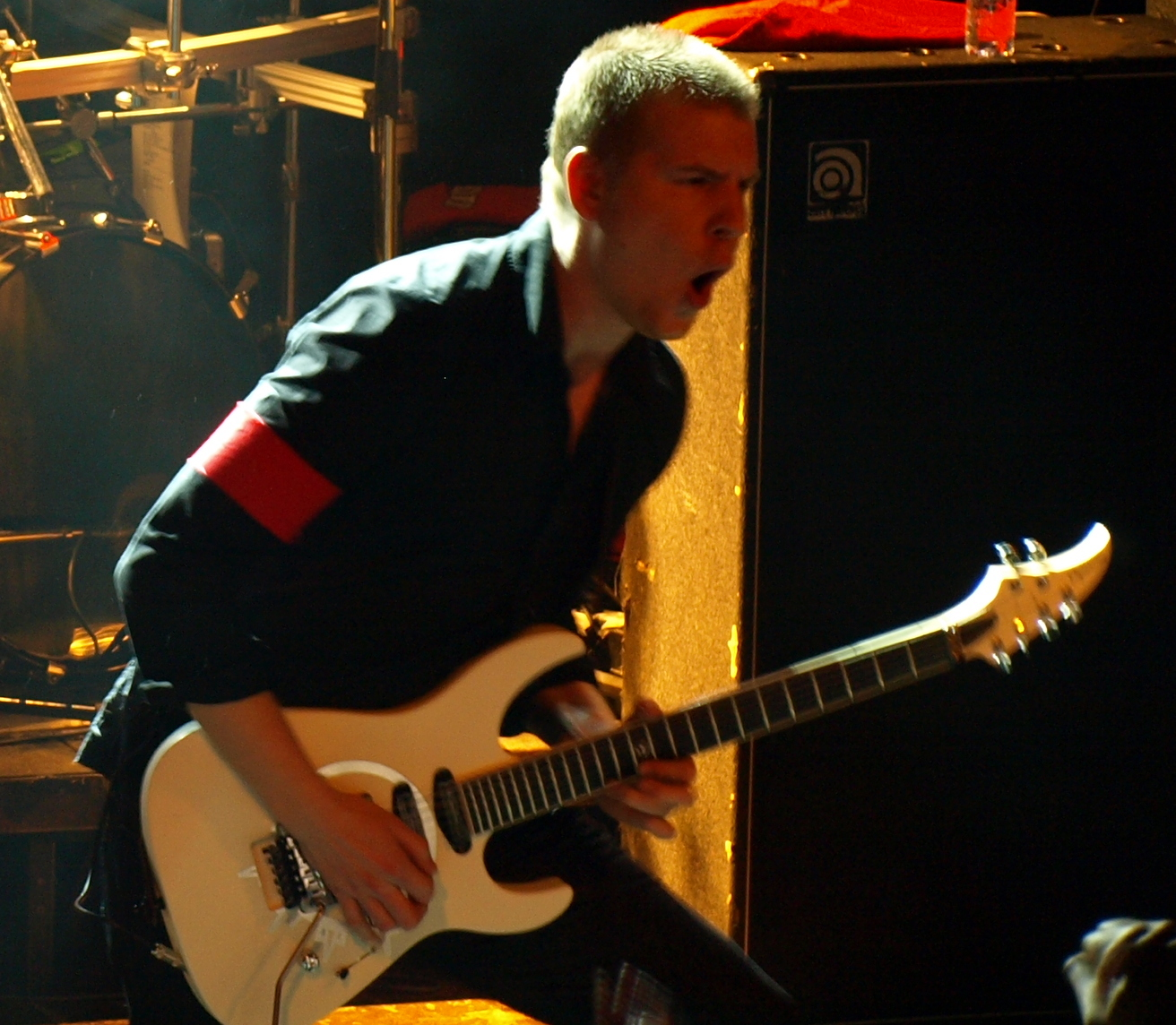
Christopher Amott (2008)

Christopher Amott (* 23. November 1977 in Schweden) ist ein in Halmstad aufgewachsener schwedischer Gitarrist und Gründer der Bands Arch Enemy und Armageddon. Er ist der jüngere Bruder von Michael Amott.

## Biografie
Christopher Amott begann im Alter von 14 Jahren, Gitarre zu spielen, nachdem er von der Band Carcass seines älteren Bruders Michael Amott inspiriert worden war. Mit 18 schrieb er sich in der Musikhochschule ein. Sein Stil aus aggressivem, schnellen Vibrato, schnellen Riffs und flüssigen Melodien wurde vor allem durch Musiker wie John Sykes, Yngwie Malmsteen, Uli Jon Roth, John Norum und Michael Schenker geprägt.
Während seines Musikstudiums wurde er von seinem Bruder eingeladen, in die neu gegründete Band Arch Enemy einzusteigen. Amott nahm das Angebot an und erlangte mit der Veröffentlichung des Albums Black Earth im Jahr 1996 vor allem in Japan eine große Popularität. Im folgenden Jahr gründete er die Death-Metal-Band Armageddon als Nebenprojekt, welche umgehend das erste Album Crossing the Rubicon herausbrachte. Bei Armageddon versuchte Christopher Amott, mehr Wert auf das Gesamtkonzept der Songtexte zu legen, als dies bei Arch Enemy der Fall war.
Mit Arch Enemy veröffentlichte Amott die Alben Stigmata (1998), Burning Bridges und Burning Japan Live 1999 (beide im Jahr 1999). Im Anschluss daran legte er eine Pause bis zum Jahr 2000 ein, in dem Armageddon ihr zweites Album Embrace the Mystery veröffentlichten. Der Stil von Armageddon erfuhr dabei eine drastische Änderung in Richtung Power Metal, vor allem weil nun ein melodischer Gesang verwendet wurde. Dies kann als Versuch Amotts gesehen werden, auch außerhalb des Extreme Metal eine Karriere anzustreben.

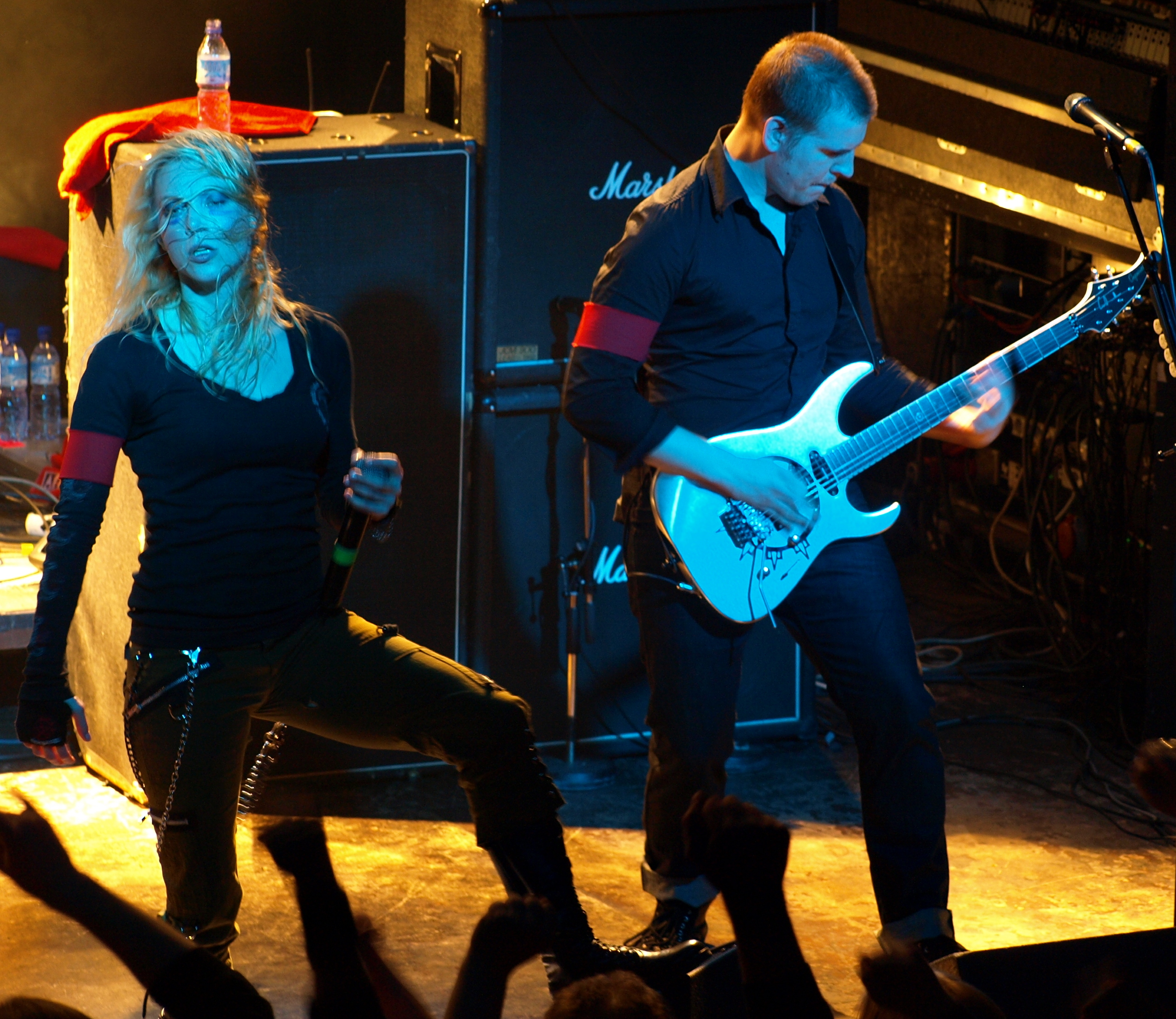
Mit Angela Gossow; Amott benutzt hier seine Dellinger-CA

2001 stieß Angela Gossow als neue Sängerin zu Arch Enemy, woraufhin die Band mit dem Album Wages of Sin ihre Popularität nochmals steigern konnte. Nach der Welttournee mit Arch Enemy veröffentlichte Amott mit Armageddon im Jahr 2002 das Album Three. Der eingeschlagene Weg zum Power Metal wurde hier weitergeführt, wobei der Schwerpunkt auf dem von Amott selbst beigesteuerten Gesang und seinem Gitarrenspiel liegt.
Nach der nächsten Veröffentlichung von Arch Enemy (Anthems of Rebellion, 2003) und anschließender Tournee verließ Amott 2005 die Band, nachdem die Aufnahmen zum Folgealbum Doomsday Machine abgeschlossen waren. Amott sagte später, er habe sich [in Arch Enemy] „nicht musikalisch kreativ gefühlt“ und sich deshalb in der Band nicht wohlgefühlt.
Die folgenden zwei Jahre verbrachte Amott in Schweden, wo er Musik lehrte und wieder die Universität besuchte.
Im Jahr 2007 kehrte er während der Aufnahmen zum aktuellen Album Rise of the Tyrant wieder zu Arch Enemy zurück und ist nun festes Mitglied in der Band. Am 5. März 2012 verließ Amott erneut die Band.
Nach der Rückkehr zu Armageddon veröffentlichte die Band Anfang 2015 das Studioalbum Captivity & Devourment.
Seit 2017 unterstützt er Dark Tranquillity als Live-Gitarrist. Nach dem Ausstieg von Niklas Sundin wurde Amott zum festen Bandmitglied befördert. Im Juli 2023 verkündete Christopher Amott seine freundschaftliche Trennung von der Band.

## Equipment
Amott entwarf für Caparison seine eigene Signature-Gitarre, die Dellinger-CA (wird aktuell nicht mehr produziert). Gelegentlich benutzt er auch eine modifizierte ESP Horizon, so etwa auf der DVD Live Apocalypse.

## Diskografie
| - Black Earth (1996) - Stigmata (1998) - Burning Bridges (1999) - Burning Japan Live 1999 (1999) - Wages of Sin (2001) - Burning Angel (2002) - Anthems of Rebellion (2003) - Dead Eyes See No Future (2004, EP) - Doomsday Machine (2005) - Rise of the Tyrant (2007) | - Crossing the Rubicon (1997) - Embrace the Mystery (2000) - Three (2002) - Captivity & Devourment (2015) - Moment (2020) - Endtime Signals (2024) |